# Johannes Eugenius Bülow Warming
Johannes Eugen(ius) Bülow Warming est un botaniste danois, né le 3 novembre 1841 à Mandø et mort le 2 avril 1924.

## Biographie
Eugenius Warming étudie la végétation tropicale auprès de Peter Wilhelm Lund (1801-1880) au Brésil de 1863 à 1866. Diplômé de botanique en 1868, il fait des études dans les universités de Munich, de Bonn et de Copenhague : il reçoit son doctorat dans cette dernière en 1871.
Il est conférencier de botanique à l’université de Copenhague de 1874 à 1882, puis professeur à l’université de Stockholm de 1882 à 1885 avant de revenir enseigner à Copenhague jusqu’à son départ à la retraite en 1911. En 1884 , avec Theo Holm sur l'HDMS Fylla, il explore l'ouest du Groenland. Il dirige également le jardin botanique de l’université durant cette période. Warming fait des expéditions, outre au Groenland en 1884, en Laponie en 1885, dans les Antilles et au Venezuela de 1890 à 1892.

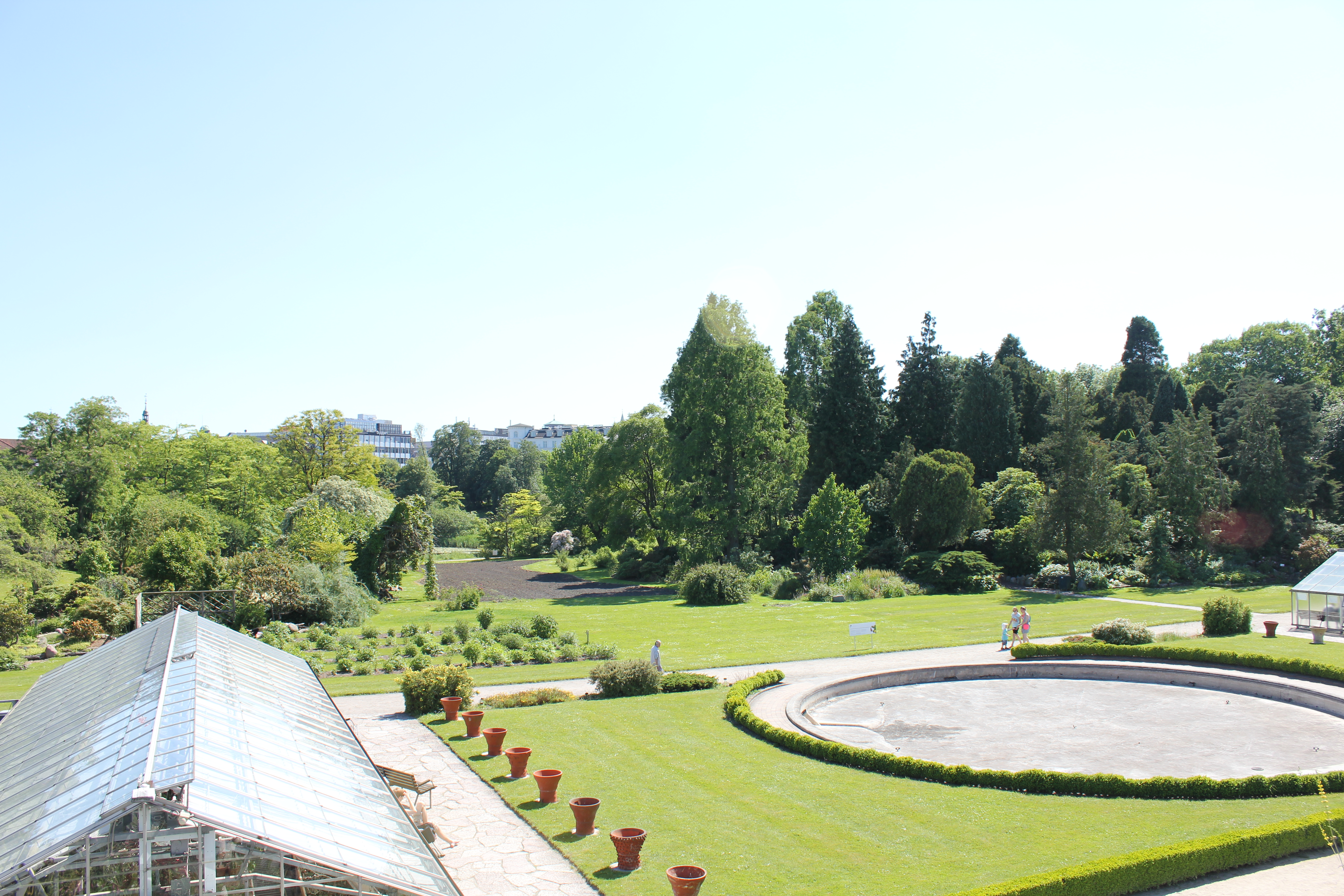
Vue du jardin botanique de Copenhague.

Warming fait alors paraître Lagoa Santa : A Contribution to biological Phytogeography, fruit de ses observations en Amérique du Sud. Il fait paraître sa plus importante publication en 1895 sous le titre de Plantesamfund, traduit en anglais et enrichi en 1909 sous le titre de The Oecology of Plants : An Introduction to the Study of Plant Communities. Si Ernst Haeckel (1834-1919) est l’inventeur du terme d’écologie, Warming est le premier à établir une base claire pour l’étude des interrelations des végétaux. Dans Plantesamfund, il commence par faire la liste et décrire les facteurs influençant les peuplements végétaux comme la lumière, la chaleur, l’humidité, la nature du sol et les animaux. Warming s’intéresse aussi aux interrelations des végétaux et des animaux et identifie plus d’une douzaine d’entre elles comme le commensalisme, la symbiose, le mutualisme, le parasitisme, etc. Il propose également de classer les communautés végétales en fonction de la présence d’eau dans le sol, il baptise les plantes recherchant l’humidité comme des hydrophytes et celles recherchant l’aridité comme xérophytes, il parle de même des mésophytes ou des halophytes. Warming décrit également le phénomène de succession végétale : un milieu est colonisée par des groupes de plantes qui se succèdent avant d’atteindre un stade final stable, le climax.
L'œuvre Warming et avec celle de Andreas Franz Wilhelm Schimper (1856-1901) sont vraiment fondatrices de l’écologie végétale et orienteront les recherches entreprises durant les premières décennies du XXe siècle.